# Ypsolopha rhytidota
Ypsolopha rhytidota là một loài bướm đêm thuộc họ Ypsolophidae. Loài này có ở Vân Nam ở Trung Quốc.